# كوستا ديلون
كوستا ديلون (بالإنجليزية: Costa Dillon)‏ هو كاتب سيناريو أمريكي، ولد في 1953 في Groton, Connecticut ‏ في الولايات المتحدة.

## وصلات خارجية
- كوستا ديلون على موقع IMDb (الإنجليزية)
- كوستا ديلون على موقع قاعدة بيانات الفيلم (الإنجليزية)